# Edizioni Voilier
Edizioni Voilier è una casa editrice di fumetti italiana.

## Storia
Nasce nel 2008 a Piacenza come marchio d'area dell'agenzia di comunicazione Voilier2000 per poi diventare nel 2010, dopo alcuni passaggi di proprietà, una società autonoma con sede a Maglie (LE).
Il suo ideatore e fondatore è stato l'imprenditore Salvatore Primiceri. Oggi è guidata da Marco Laggetta.
Il marchio Edizioni Voilier esordisce nel 2008 durante la quarta edizione della fiera Fullcomics & Games, a Piacenza. La casa editrice si presentava con l'anteprima del volume "Nuvole Rapide" del disegnatore e autore milanese Paolo Castaldi.
Nel 2009 partecipa per la prima volta a Lucca Comics & Games presentando il primo volume della graphic novel "Nuvole Rapide di Paolo Castaldi e il volume "Tipologie di un amore fantasma" scritto da Adriano Barone e disegnato da Mauro Cao.
La casa editrice punta sui giovani talenti ma nel 2009 riesce ad ottenere un accordo con i maestri Lele Vianello e Guido Fuga, storici collaboratori di Hugo Pratt, per la pubblicazione di un soggetto inedito dello stesso Pratt e tenuto nel cassetto da Vianello. Viene pubblicato così "Cubana", seguito ideale de "L'Uomo dei Caraibi" di Hugo Pratt. Il volume in edizione limitata viene presentato durante l'edizione 2010 di Fullcomics & Games, svoltasi alla Fortezza Firmafede di Sarzana (SP).
Durante Lucca Comics & Games 2010, Edizioni Voilier si presenta col nuovo assetto societario e presenta altri due volumi di giovani talenti del fumetto: "Cleo" di Valentino Sergi e Mirka Ruggeri; "Un Caso di Stalking" di Ilaria Ferramosca e Gian Marco De Francisco; il secondo e ultimo volume di "Nuvole Rapide" di Paolo Castaldi.
Con questi titoli Edizioni Voilier conferma una propensione all'editoria di nicchia toccando anche temi sociali.
Edizioni Voilier si è però anche distinta per la pubblicazione in Italia, sempre nel 2010, del volume "Black Wade" di Franze & Andarle, una storia a fumetti erotica che vede protagonisti due pirati gay. Il fumetto aveva riscosso un ottimo successo all'estero, soprattutto in Germania e Francia, ma aveva trovato difficoltà a essere "acquistato" da un editore italiano fino all'accordo con Edizioni Voilier.
Nel 2011 è la volta di un altro maestro del fumetto ad essere pubblicato da Edizioni Voilier, "I Notturni" dell'autore barese Sebastiano Vilella, una raccolta di storie a fumetti erotiche pubblicate originariamente dalla rivista "Blue" negli anni 90.
Nel frattempo viene ristampata in versione deluxe "Cubana" del duo Vianello/Fuga, il cui successo permette agli autori veneziani di cedere a Mosquito Editions i diritti per la pubblicazione dell'opera in Francia.
Nel 2012 Edizioni Voilier apre anche ai fumetti per ragazzi pubblicando il volume "Calleo e i gatti di Venezia" di Ilaria Ferramosca e Letizia Rizzo.
Nel 2012 pubblica anche il volume a fumetti "Pandemonio" dell'esordiente Nunzio Cafagna, insieme a Massimo Cavenaghi e Andrea Mosca.
Al Lucca Comics del 2013, hanno presentato l'inedito Cyrano de Bergerac del maestro Stelio Fenzo.
In occasione del trentesimo anniversario del Cartoon Club di Rimini, la casa editrice organizza dal 6 al 27 luglio 2014 presso la Fabbrica Arte di Piazza Cavour a Rimini, la mostra “Stelio Fenzo, i due volti dell’avventura”, dedicata al maestro fumettista veneziano, il quale sarà presente all'inaugurazione.

## Premi
Premio Carlo Boscarato (Treviso, 2011) a Paolo Castaldi con "Nuvole Rapide" come "autore rivelazione dell'anno"
Oscar del Fumetto 2010 a Cubana di Lele Vianello e Guido Fuga assegnato dalla rivista Fumo di China. 